# Itapeba
Itapeba é um bairro de Maricá, município da Região Metropolitana do Rio de Janeiro pertencente à região turística da Costa do Sol, no Estado do Rio de Janeiro, no Brasil. Localiza-se próximo ao centro da cidade, que fica após o bairro Mumbuca. Possui em torno de 5 000 habitantes. É servido por várias linhas municipais e intermunicipais de ônibus. Abriga uma lagoa e o aeroporto da cidade.
No bairro, acontece o Arraiá da Alegria, considerado uma das maiores festas da cidade.

## Topônimo
"Itapeba" é um termo da língua tupi que significa "pedra achatada", através da junção dos termos itá ("pedra") e peb ("achatado").